# クロスオーバーSUV
クロスオーバーSUVとは、自動車のカテゴリのひとつである。略称はCUV（Crossover Utility Vehicle）またはXUV。本記事ではCUVを用いる。

## 概要

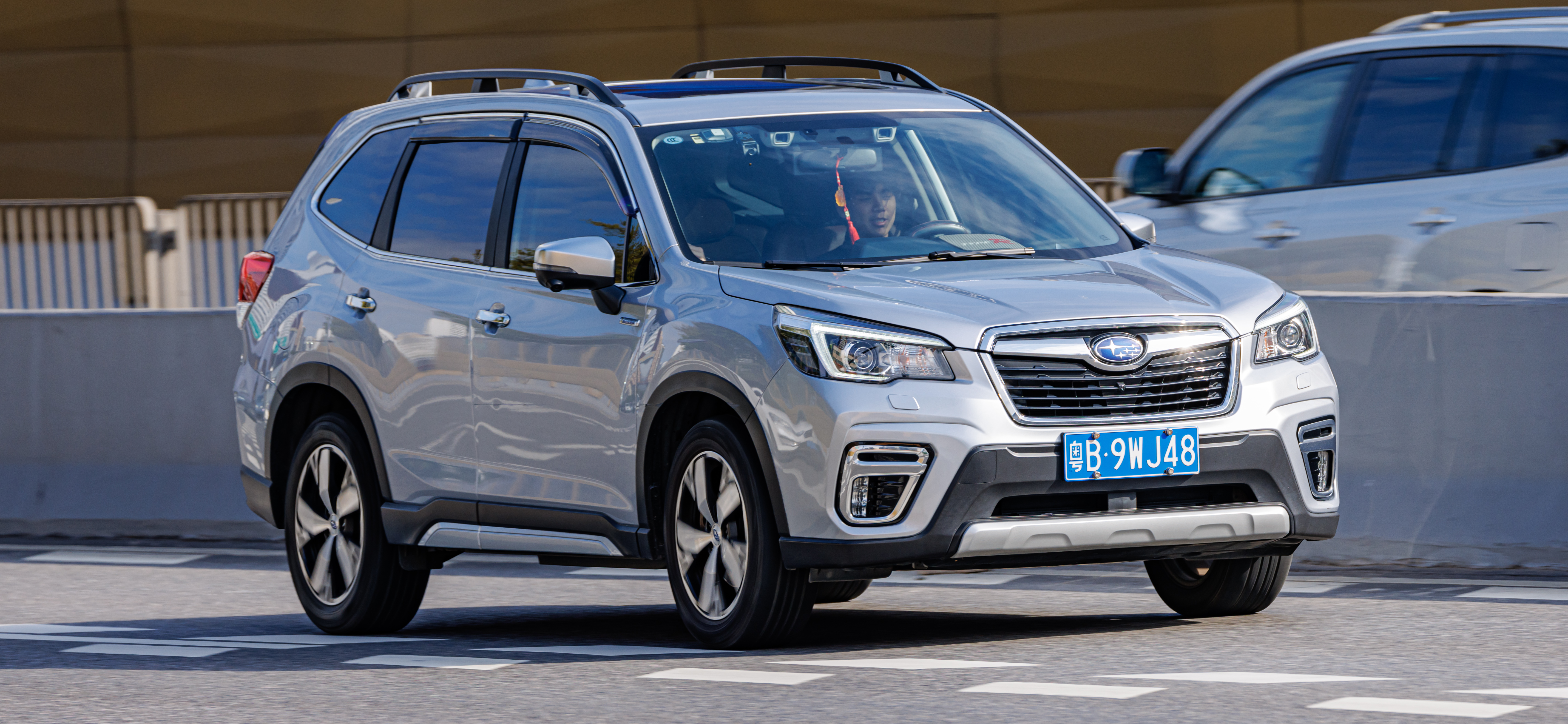
スバル・フォレスターは本格オフローダーと同じスタイルに、優れた四輪駆動システムを持ち併せるが、不整地で長期間使用するのには向いていない。

舗装路での性能を重視したSUV（スポーツ・ユーティリティ・ビークル）。SUVと呼ばれる自動車のうち、狭義には、ライトトラックやクロスカントリー車に採用されるフレーム構造ではなく、セダンやクーペ、ステーションワゴンなどと同様にモノコック（ユニボディ）構造である車を指す。一方で時代の流れと共にカテゴライズの範囲が拡大し続けており、古くからの「SUV」の印象にこだわると理解が難しくなる事例も増えている。
自動車のカテゴリとしては比較的新しい部類で、趣味性と実用性を両立したジャンルとして1990年代に確立されて以降爆発的に好評を博し、今日ではSUVタイプの範疇のみならず、乗用車全体的のメインストリームとなりつつある。その種類は高級車から軽自動車、ミニバン（3列シート）、セダン、クーペ、オープンカーまで多岐にわたり、世界中の自動車メーカーから多種多様なクロスオーバーSUVが販売されている。
現在では「SUV」を外して単に「クロスオーバー」と名付けられた、全高や最低地上高を少し高めただけのセダン・ハッチバックも増えている。
元々は乗用車のコンポーネンツを利用し、魅力的な外観や新しい生活様式の提案といった差別化で、舗装路中心の先進国の実情に合わせたSUV需要に応えた結果生まれたボディタイプである。『SUV』という名のイメージに合わせて本格的な4WDシステムを搭載する場合もあるが、その場合でもラダーフレーム構造のクロスカントリーカーのような、過酷な不整地におけるボディの耐久性は無い。

## 特徴
ラダーフレーム構造のクロスカントリー系SUVに比べると、モノコック構造の恩恵（重量・燃費・騒音・振動・ハーシュネス・居住空間・衝突安全性・高剛性）が得られるため、主に舗装路性能・日常遣いで優れている。モノコック構造は変形に弱いため、補強無しに悪路で長期間使用すると骨格が歪んでしまうが、実際には大陸の広大な砂漠や荒野などに住んでいない限りは問題とはならない。
一般的な乗用車（ハッチバックやセダン、ステーションワゴンなど）に比べると視点の高さで優れる。特に視点の高さは見通しの悪い市街地でも有効である。一方で価格と維持費が高く、重量の大きさと高い重心のため操縦安定性でも劣るほか、｢乗降のしやすさ｣と言う長所として語られがちな着座位置及び最低地上高の高さは乗員の体格や乗降能力などによってはかえって短所ともなりうる諸刃の剣でもある。またミニバンやトールワゴンに比べると逆に積載性では劣るが、運動性能では優れる。
なお2020年代ではBセグメントCUVであっても多くの場合全幅は2000年代のDセグメント、ともすればEセグメントのセダン以上であり、日本の交通インフラ事情と照らし合わせると｢コンパクトSUV｣と謳う車種であってもサイズは全くコンパクトカーではないという点にも注意が必要である。文字通りのコンパクトカー派生の車種群、たとえばヤリスクロスですらヤリスのブランドに反してJZX110マークIIやV35スカイラインセダンよりも全幅が大きい。同クラスに属するキックスに関しても同様であり、ヴェゼルに至っては初代モデルの一部を除き『ゼロ・クラウン』をも上回り初代フーガやそれらより10年ほど世代の進んだ『ピンククラウン』に迫る有り様である。時には全幅が1800mm超え(事例：エクリプスクロス)、ともすれば1900mmにまで迫るというサイズ(事例：IONIQ5)ですらコンパクト扱いするメディアやプレスリリースすら存在してしまっている。

## サイズ区分
市場に応じて、クロスオーバーSUVはいくつかのサイズ区分に分けられる。日本ではフルサイズカーがほとんど存在しないため、米国におけるサブコンパクトが小型、コンパクトが中型、ミッドサイズが大型という区分で呼ばれることが多い。
公的な定義が存在していないため、いくつかのモデルについてはサイズ区分は曖昧である。車両のサイズ区分を決定するために必要な要素には、全長/幅、そのブランドラインナップにおける位置付け、プラットフォーム、内部空間などがある。

### サブコンパクトクロスオーバーSUV（Bセグメント）
サブコンパクトクロスオーバーSUV（BセグメントクロスオーバーSUV、B-SUV、スモールクロスオーバーSUVとも呼ばれる）は、市場や製造会社によって、典型的には4400 mm未満の全長を有するクロスオーバーである。サブコンパクトクロスオーバーは大抵サブコンパクト（スーパーミニまたはBセグメントとも呼ばれる）乗用車のプラットフォームに基づいているが、一部の高級サブコンパクトクロスオーバーモデルはコンパクトカー（Cセグメント）を基礎にしているかもしれない。典型的にはオフロード性能は限定的であるが、一部のサブコンパクトクロスオーバーは全輪駆動を提供している。
本セグメントは市場によって異なる呼び方をされている。いくつかの地域では、本区分は「コンパクトクロスオーバー」または「コンパクトSUV」と呼ばれているが、これは北米のコンパクトクロスオーバーSUV（CセグメントクロスオーバーSUVよりも大きい）と混同してはならない。インドでは、4メートル未満の全長のサブコンパクトクロスオーバーは「コンパクトSUV」と呼ばれ、より大型のモデルは大抵「ミッドサイズSUV」と呼ばれる。
サブコンパクトカーのプラットフォームに基づいて作られた最初のクロスオーバーの1つが初代ホンダ・HR-Vである。初代HR-Vは1998年に主に日本および欧州市場向けに発売された。全長は4,000–4,110 mm (157.5–161.8 in)、3ドアと5ドアモデルがあり、4WDモデルも用意された。
この区分は欧州、インド、ブラジルで特に人気があり、それぞれの地域における2018年のSUVの売り上げの37%、75%、69%を占めた。米国では、2018年のSUVの売り上げの7%であった。
IHSマークイットによれば、2010年から2016年の間にこのセグメントの欧州での販売台数は13万4千台から113万台に上昇した。2010年の日産・ジュークの登場は、それまでほとんど存在しなかったBセグメントクロスオーバーの発展を明確にし開始する助けとなったと主張された。IHSマークイットは、このセグメントの車両は消費者によって購入と維持費が安くすむと見なされており、望ましいライフスタイルスタイリングとより高いシートポジションを提供した、と付け加えた。その他の利点には、Bセグメント/サブコンパクトハッチバックと比較してより高いグラウンドクリアランス、ドア開口部の大きさによる乗り降りのしやすさ、より広い頭上スペース、より広い足元スペースなどがある。
このセグメントの人気の高まりの結果として、2010年代中頃から、製造会社はサブコンパクトハッチバックおよびセダンを段階的に廃止し始め、いくつかの市場、特に北米において、より利益率のたかいこのセグメントを好み始めた。欧州では、いくつかの製造会社が売り上げ低下によりミニMPVに代わってサブコンパクトクロスオーバーを導入した。例として、シトロエン・C3ピカソを置き換えたシトロエン・C3エアクロスや、オペル・メリーバを置き換えたオペル・クロスランドXが挙げられる。
また、このセグメントに共通するのは1つのブランドが異なる価格と区分で2つ以上のモデルを提供していることである。例えば、フォードは欧州においてエコスポーツとプーマを販売しており、オペルはクロスランドとモッカを並列している。
2019年に本区分で最も売れた車種はホンダ・ヴェゼル（日本・中国・香港以外での名称はHR-V）であり、全世界で62万2164台を販売した。

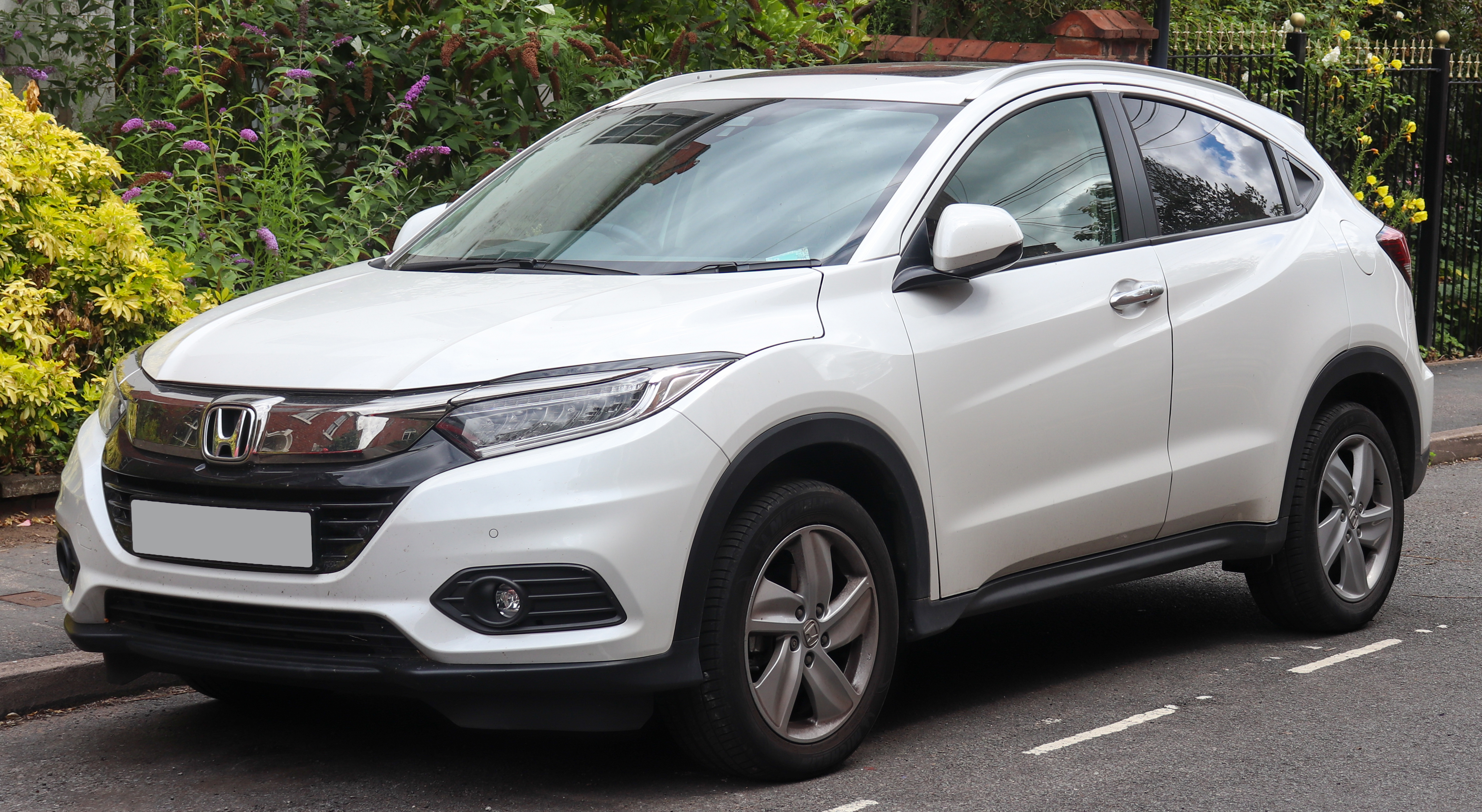
ホンダ・ヴェゼル（HR-Vとも呼ばれる）。サブコンパクト（Bセグメント）のフィットと同じプラットフォームに基づいて作られている。
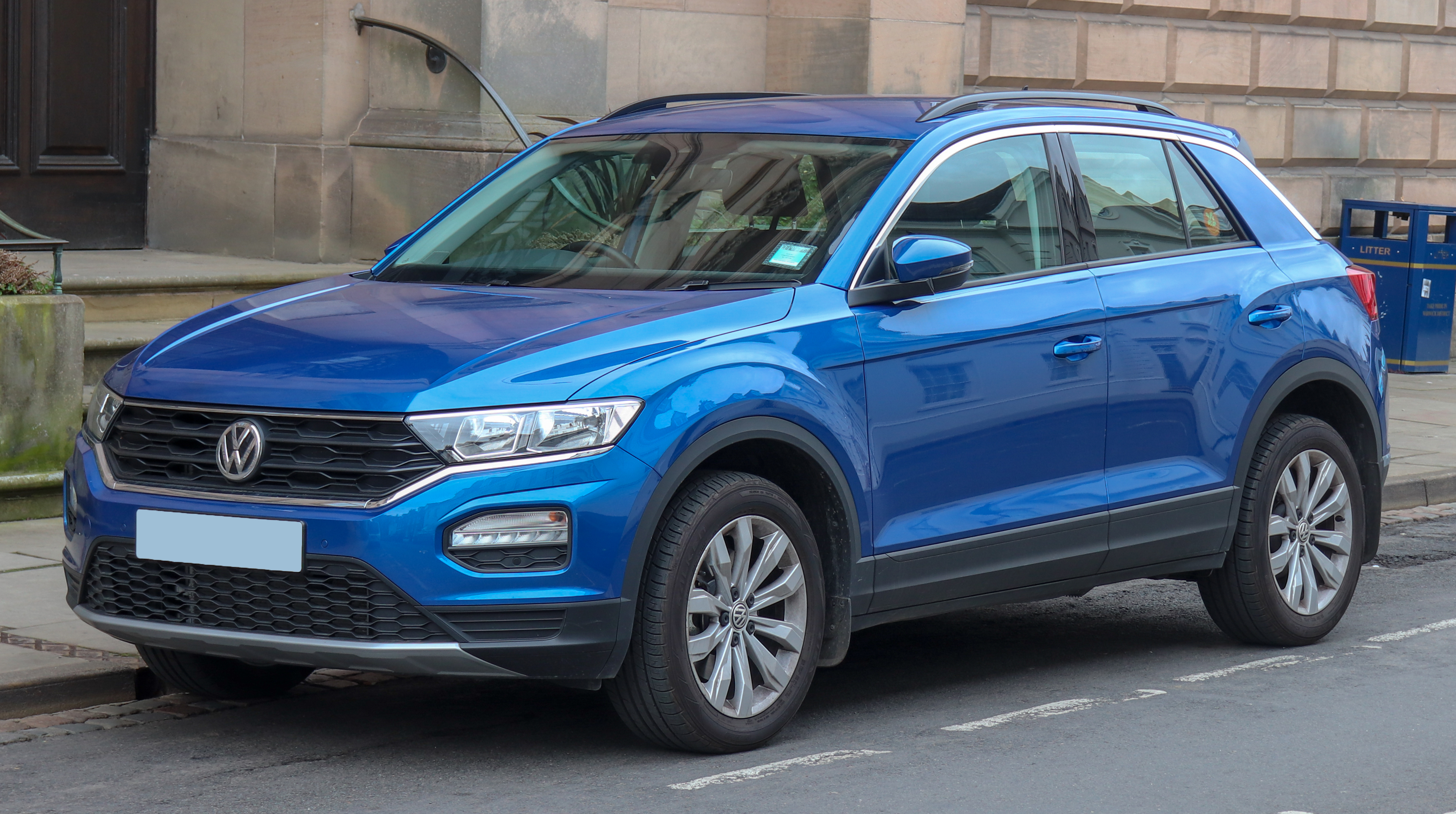
フォルクスワーゲン・T-Roc。コンパクト（Cセグメント）のゴルフと同じプラットフォームに基づいて作られている。
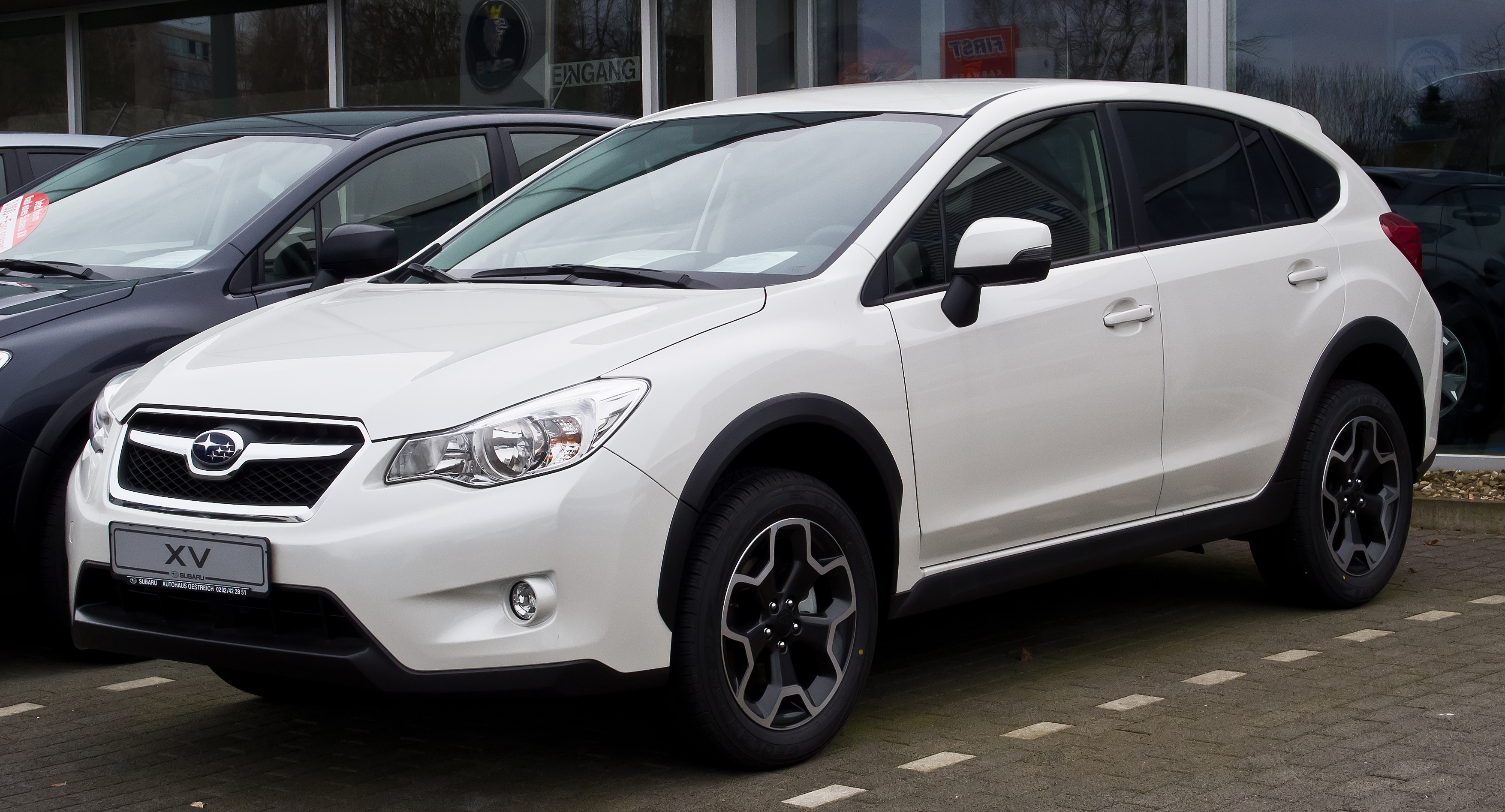
スバル・XV（米国ではクロストレックと呼ばれる）。実質的に、たくましい外観とより高い最低地上高を持つインプレッサのハッチバックである（写真は第1世代）。
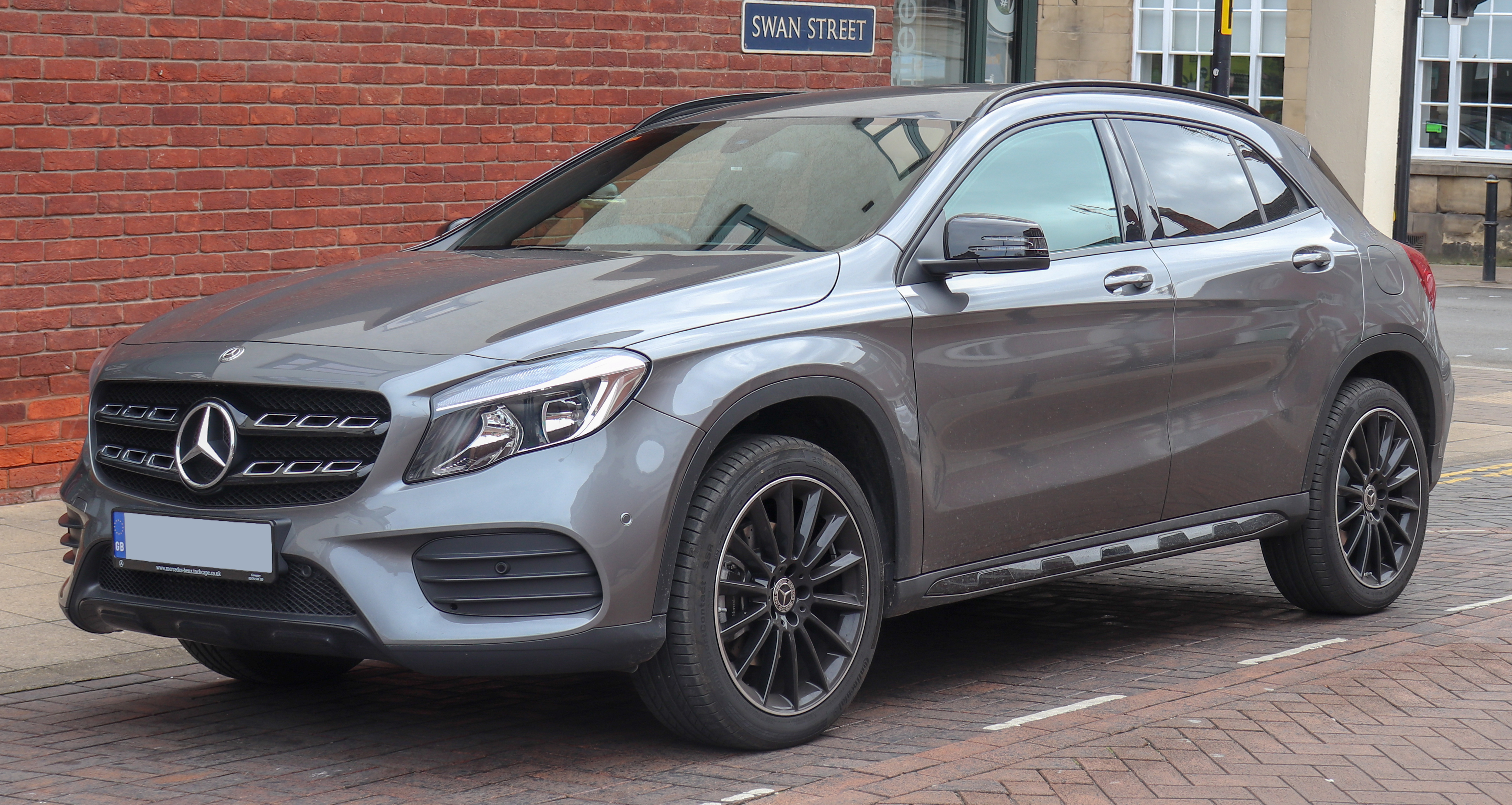
メルセデス・ベンツ・GLAクラス・サブコンパクト・ラグジュアリー・クロスオーバー

### コンパクトクロスオーバーSUV（Cセグメント）
コンパクト・クロスオーバーSUV（Cセグメント・クロスオーバーSUVまたはC-SUVとも呼ばれる）は、大抵コンパクトカー（Cセグメント）のプラットフォームを基礎とするが、一部のモデルはミッドサイズカー（Dセグメント）またはBセグメントプラットフォームに基づく。典型的には全長が4300 mm - 4700 mmである。ほとんどのコンパクト・クロスオーバーは2列シートだが、3列シートのものもある。
このセグメントの名称は市場によって異なる。北米以外の一部の地域では、本カテゴリーは「ミッドサイズ・クロスオーバー」あるいは「ミッドサイズSUV」とも呼ばれるが、ミッドサイズ・クロスオーバーSUVの北米での定義（Dセグメント・クロスオーバーSUVよりも大型）と混同してはならない。
最初期のコンパクトクロスオーバーには1994年のトヨタ・RAV4、1995年のホンダ・CR-V、1997年のスバル・フォレスター、2000年の日産・エクストレイル、2000年のマツダ・トリビュート、2001年のフォード・エスケープがある。2005年から2010年の間、米国におけるコンパクトクロスオーバーの市場占有率は6パーセントから11.2パーセントに上昇した。2014年、史上初めて、米国においてコンパクトクロスオーバーの販売がミッドサイズセダンを追い抜いた。
2019年、アメリカの雑誌カー・アンド・ドライバーは、「このような車両が市場に溢れており、それらを選別するのは大変な作業だ。」と述べた。その人気により、そして消費者の需要を満たすため、多くの製造会社がわずかに異なるサイズと異なる価格帯の2種以上のコンパクトクロスオーバーを提供している。
2010年代末までに、本セグメントはいくつかの地域において最も人気があるセグメントとなった。例えば、2019年に米国で販売された車の4台に1台はコンパクトクロスオーバーであり、正確にはおよそ24.2%に達する。また、欧州の車市場においても5.6%を占める。
2019年に最も売れた本セグメントの車はトヨタ・RAV4で、全世界で96万1918台が販売された。

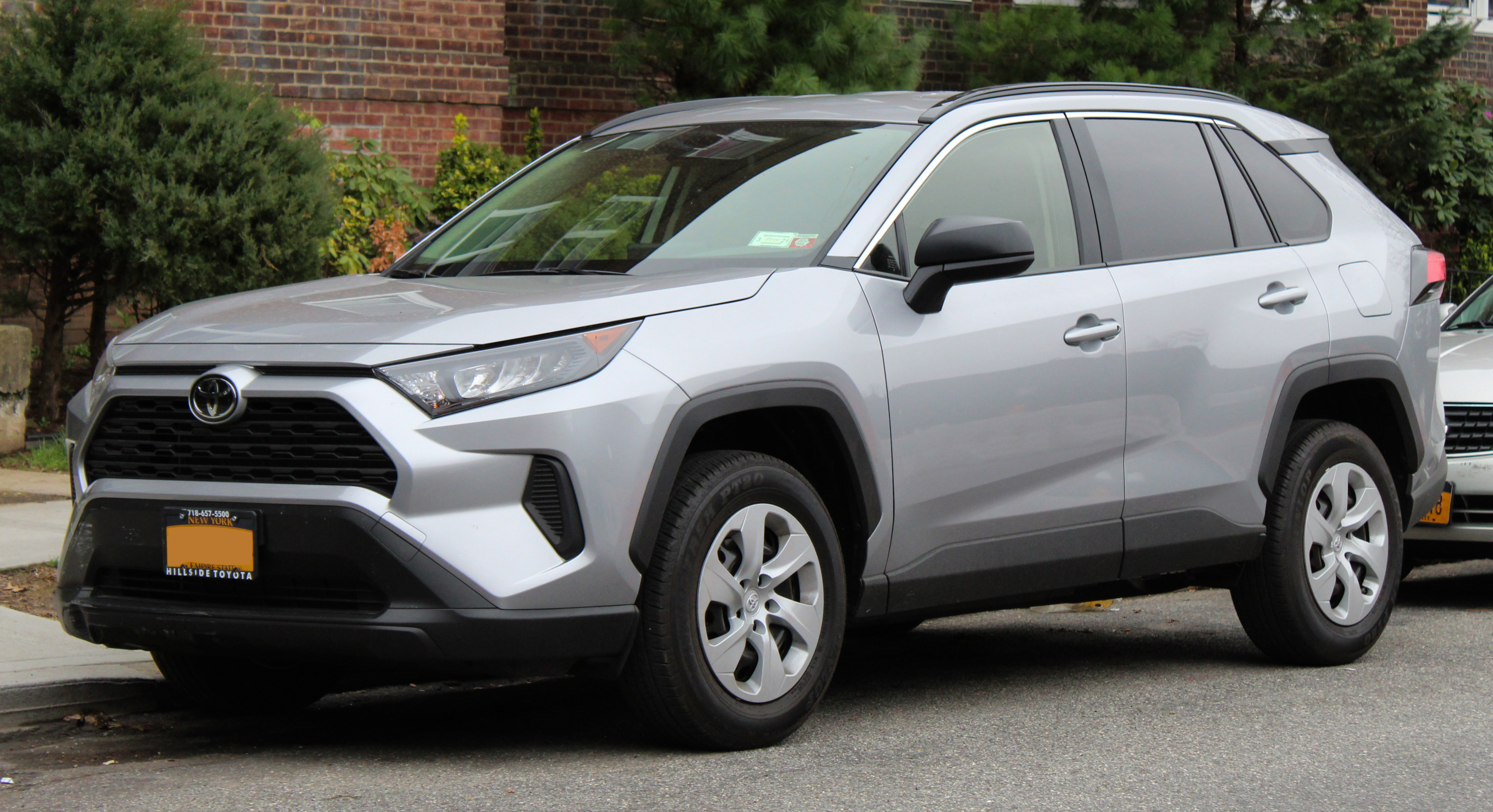
トヨタ・RAV4、2列シートコンパクトクロスオーバー。Dセグメントプラットフォームを基礎とする。
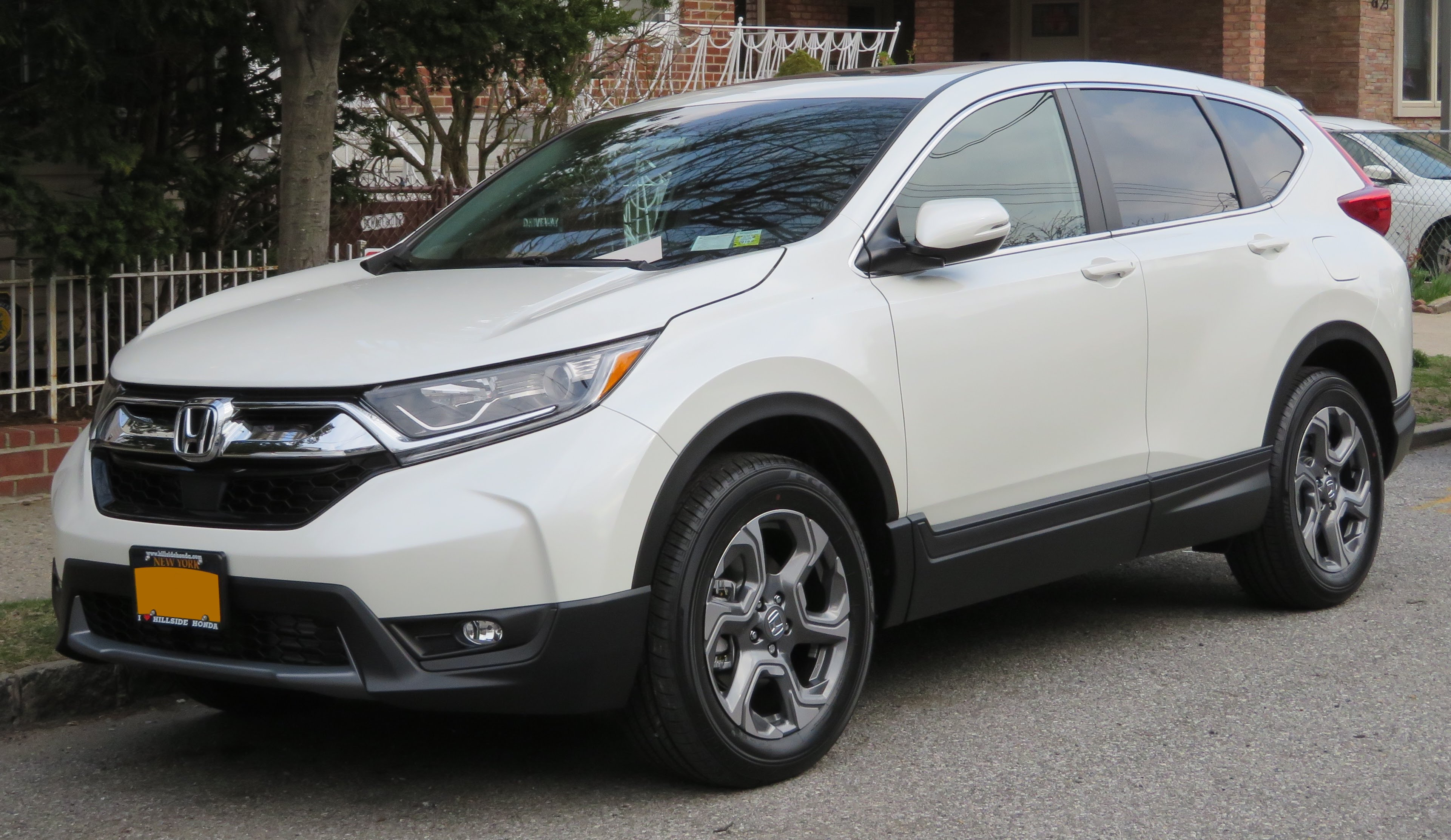
ホンダ・CR-V、2列シートコンパクトクロスオーバー。Cセグメントプラットフォームを基礎とする。いくつかの市場では3列シートがオプションとして提供されている。
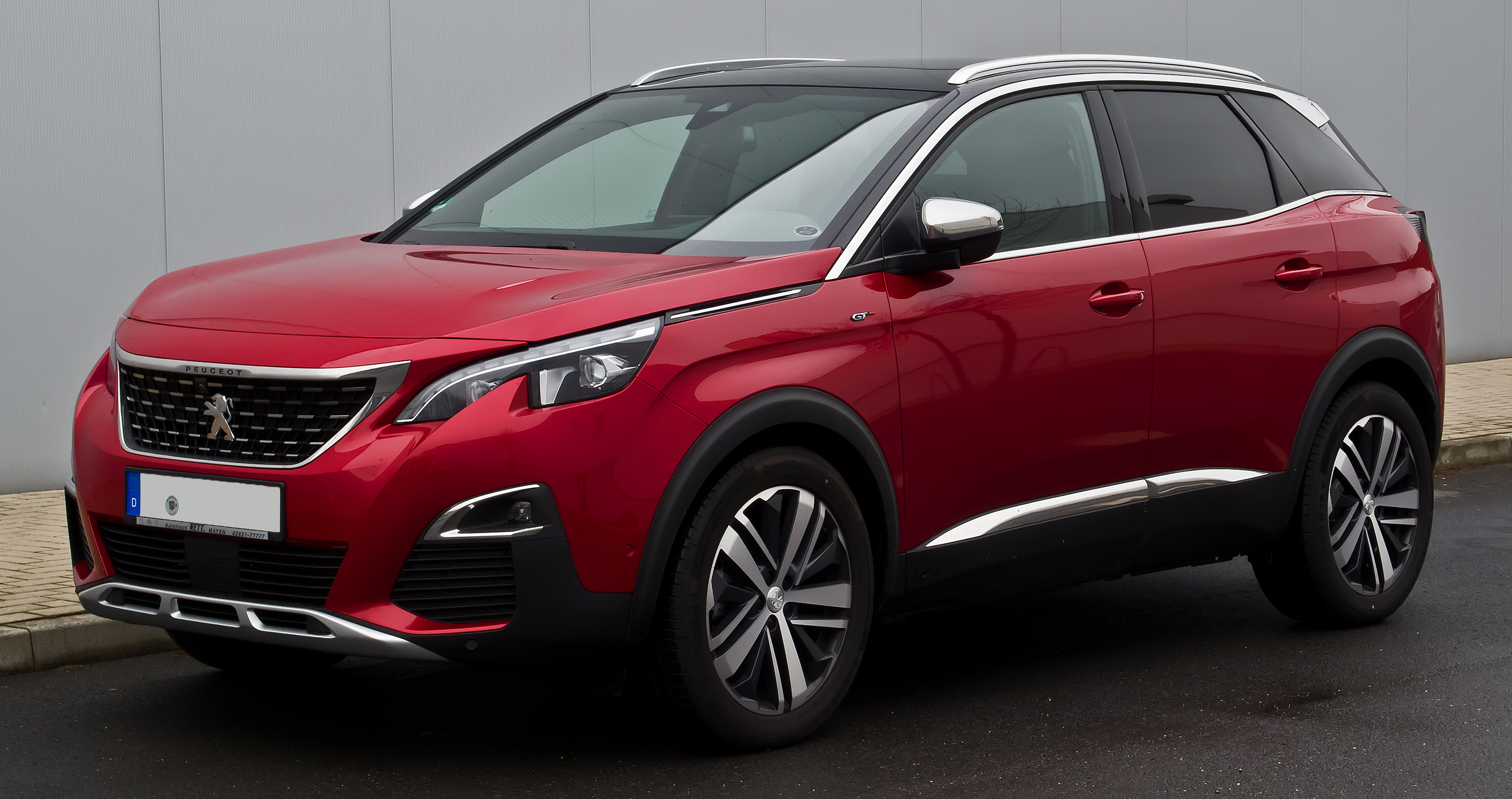
プジョー・3008、2列シートコンパクトクロスオーバー
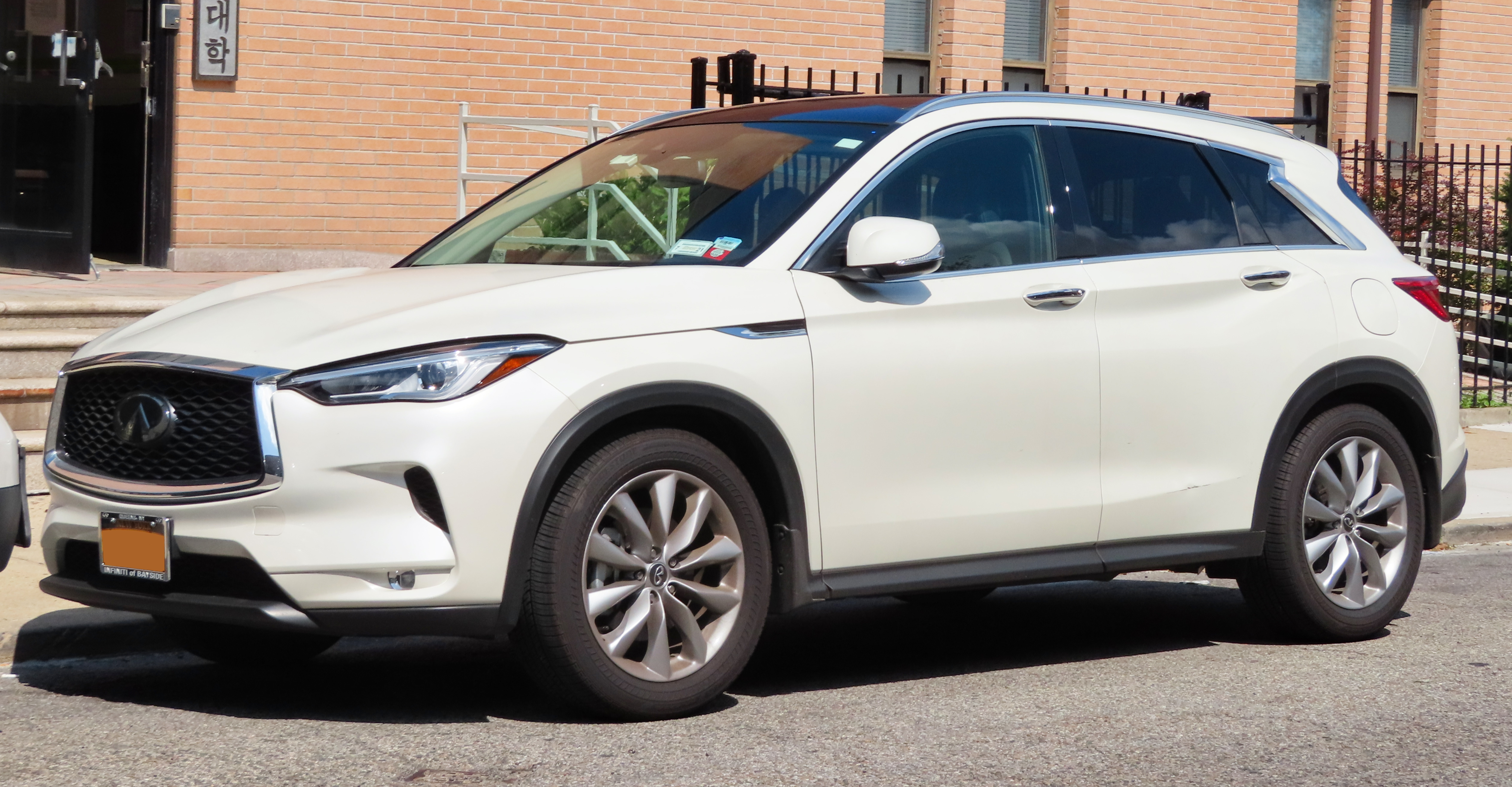
インフィニティ・QX50、コンパクト・ラグジュアリー・クロスオーバー

### ミッドサイズクロスオーバーSUV（D/Eセグメント）
ミッドサイズクロスオーバーSUVは大抵ミッドサイズ（Dセグメント）乗用車のプラットフォームに基づいている。最初期のミッドサイズクロスオーバーには、1999年のBMW X5、2001年のトヨタ・ハイランダー、2001年のポンティアック・アズテック、2000年のヒュンダイ・サンタフェがある。一部のミッドサイズクロスオーバーは3列シートを持つ。典型的には、全長が4700 mm - 5100 mm の間である。
本セグメントは大型の車が好まれる北米および中国で最も人気がある。米国の車市場の15.8%を占める。欧州では2019年の全市場の2.1%であり、そのほとんどをラグジュアリークロスオーバーSUVが席巻している。
トヨタ・ハイランダー/クルーガーが2018年に本カテゴリーで最も売れた車であり、全世界で38万7869台が販売された。

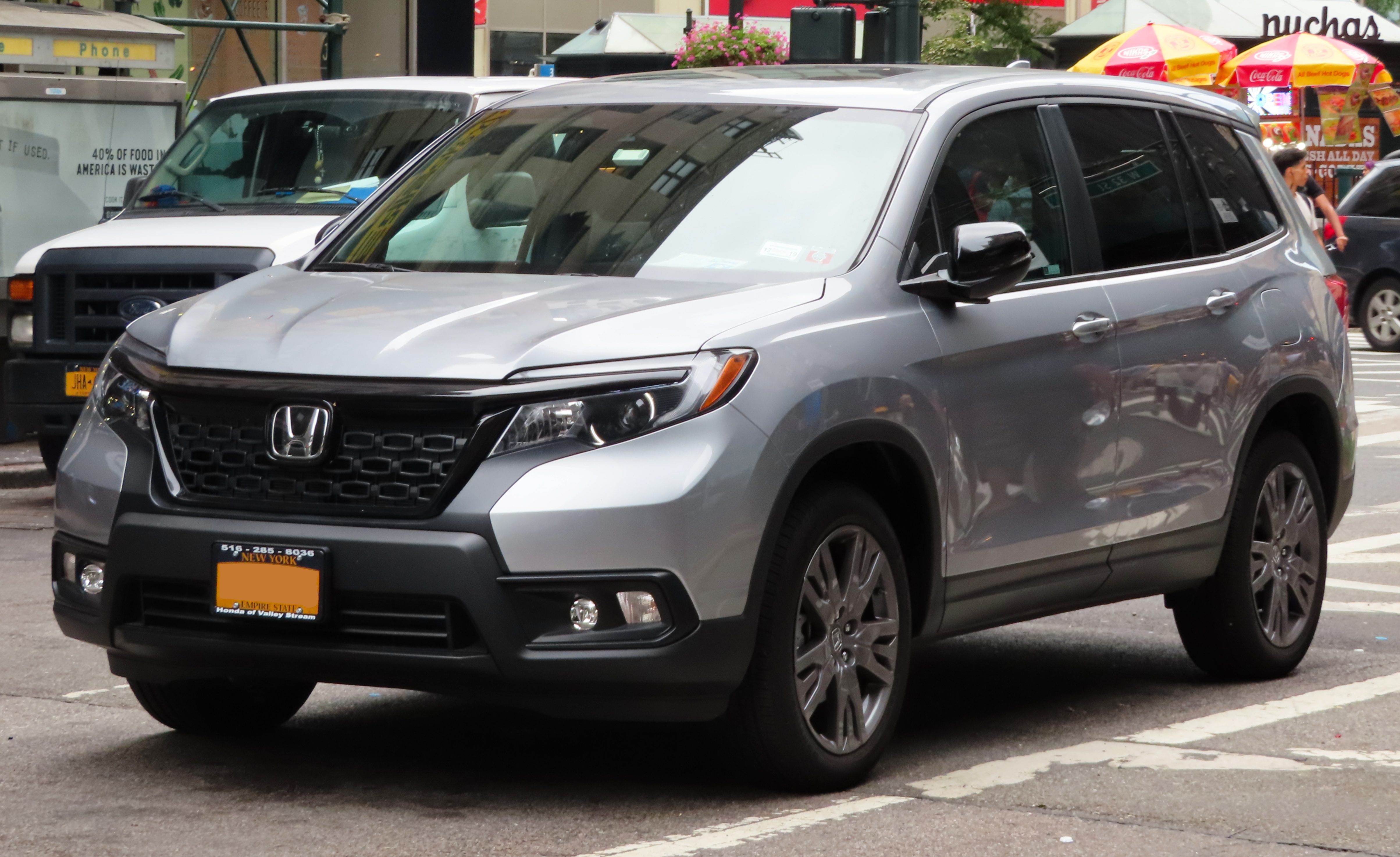
ホンダ・パスポート、2列シートミッドサイズクロスオーバー。3列シートのホンダ・パイロットの短縮版である。
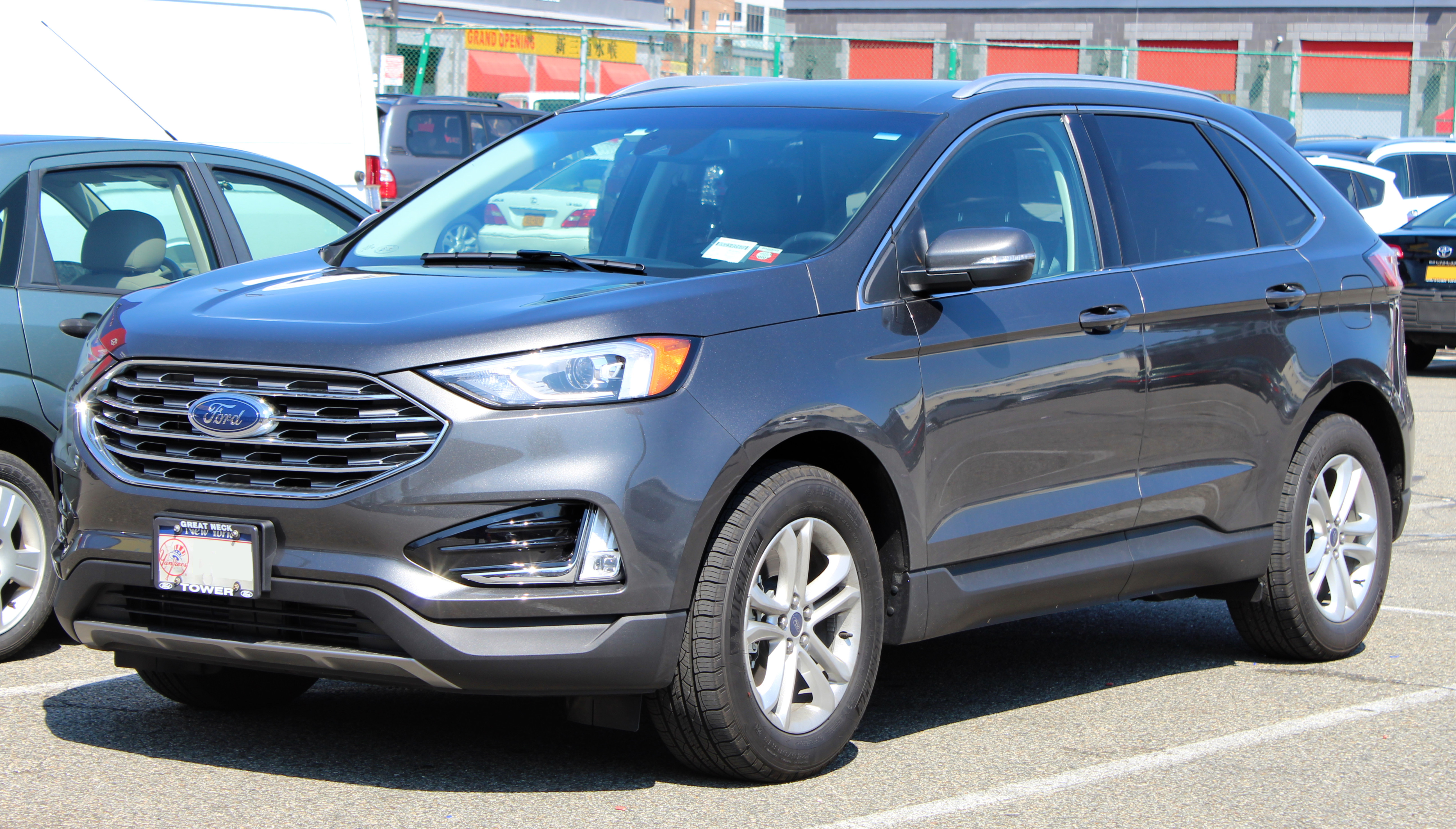
フォード・エッジ、2列シートミッドサイズクロスオーバー。全長が長い3列シートモデルもある。
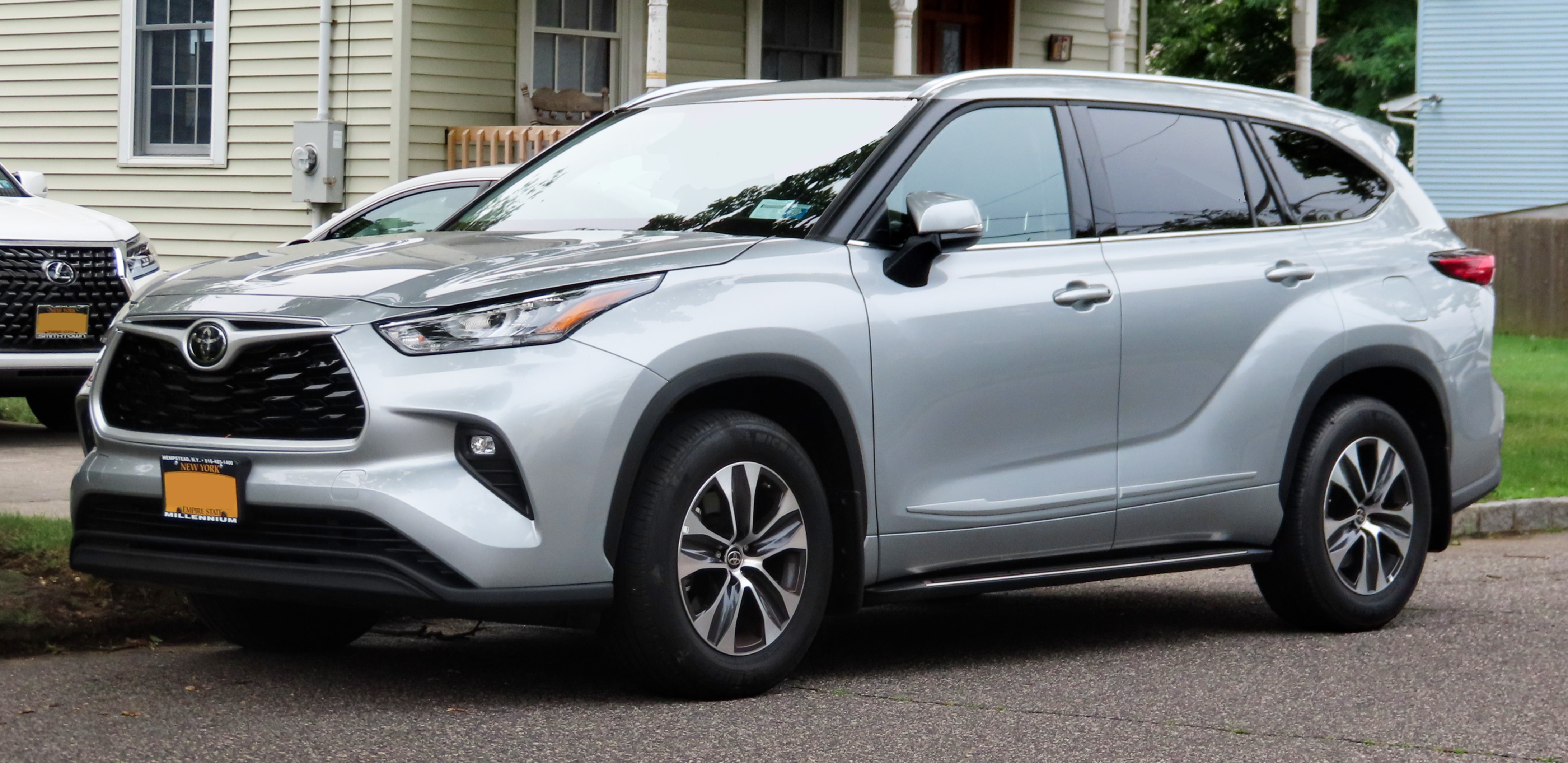
トヨタ・ハイランダー（英語版）、3列シートミッドサイズクロスオーバー
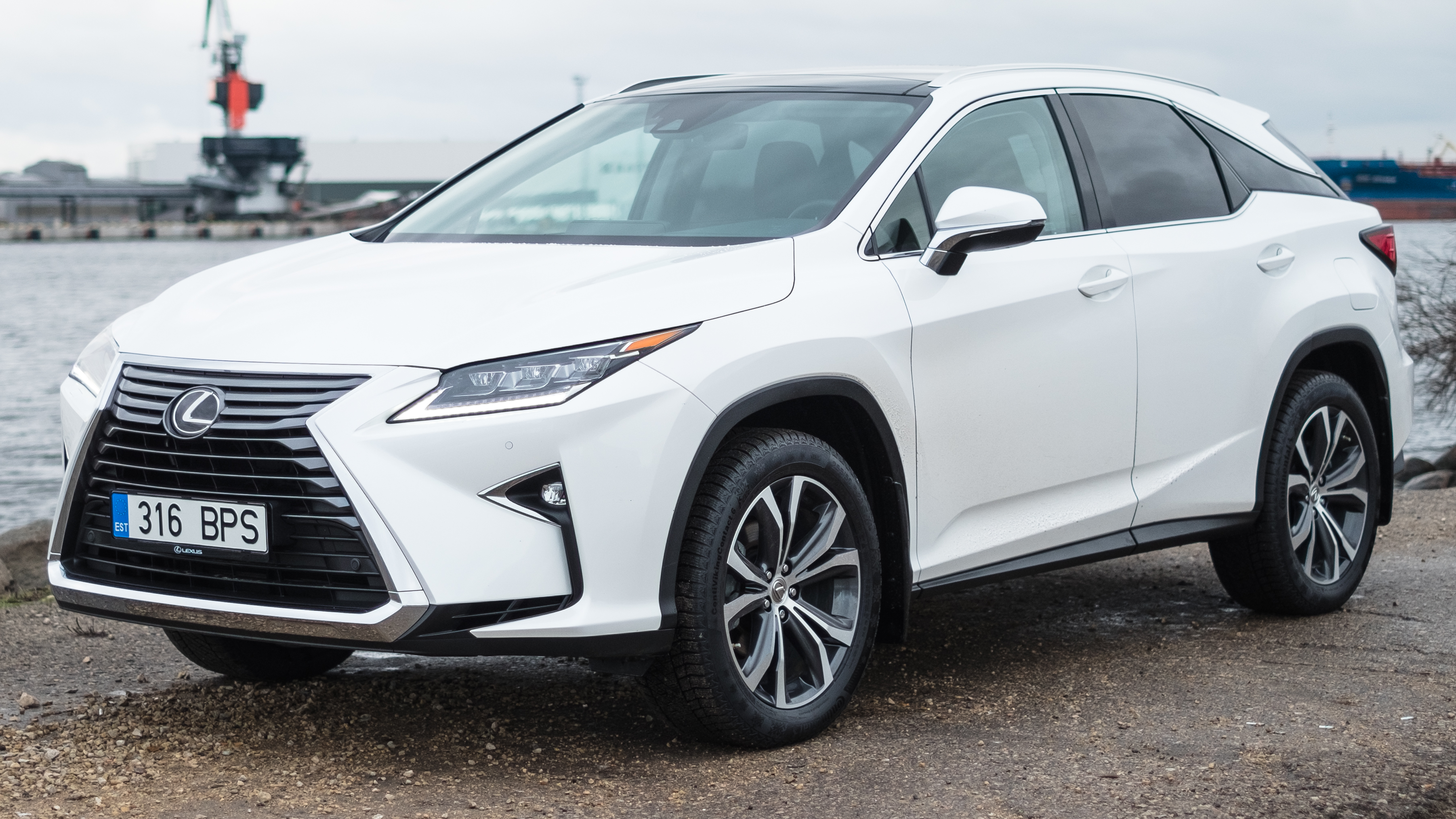
レクサス・RX、ミッドサイズ高級クロスオーバー

### フルサイズクロスオーバー
フルサイズクロスオーバーSUVは大抵フルサイズカーを基にしている。もっぱら3列シートを提供する最大のクロスオーバーである。最初期のフルサイズクロスオーバーとしては、GMC・アカディア、サターン・アウトルック、ビュイック・アンクレイブがある。古いフルサイズSUVはほとんどの場合ボディー・オン・フレーム型シャシーを採用した。フルサイズクロスオーバーSUVクラスは、ジープ・グランドチェロキーLの場合のように、3列ミッドサイズクロスオーバークラスと交差する場合がある。このカテゴリーの車両は大抵全長が5,100 mm (200.8 in)以上ある。
ミッドサイズクロスオーバーの場合と同様に、本セグメントは北米でのみ一般的である。

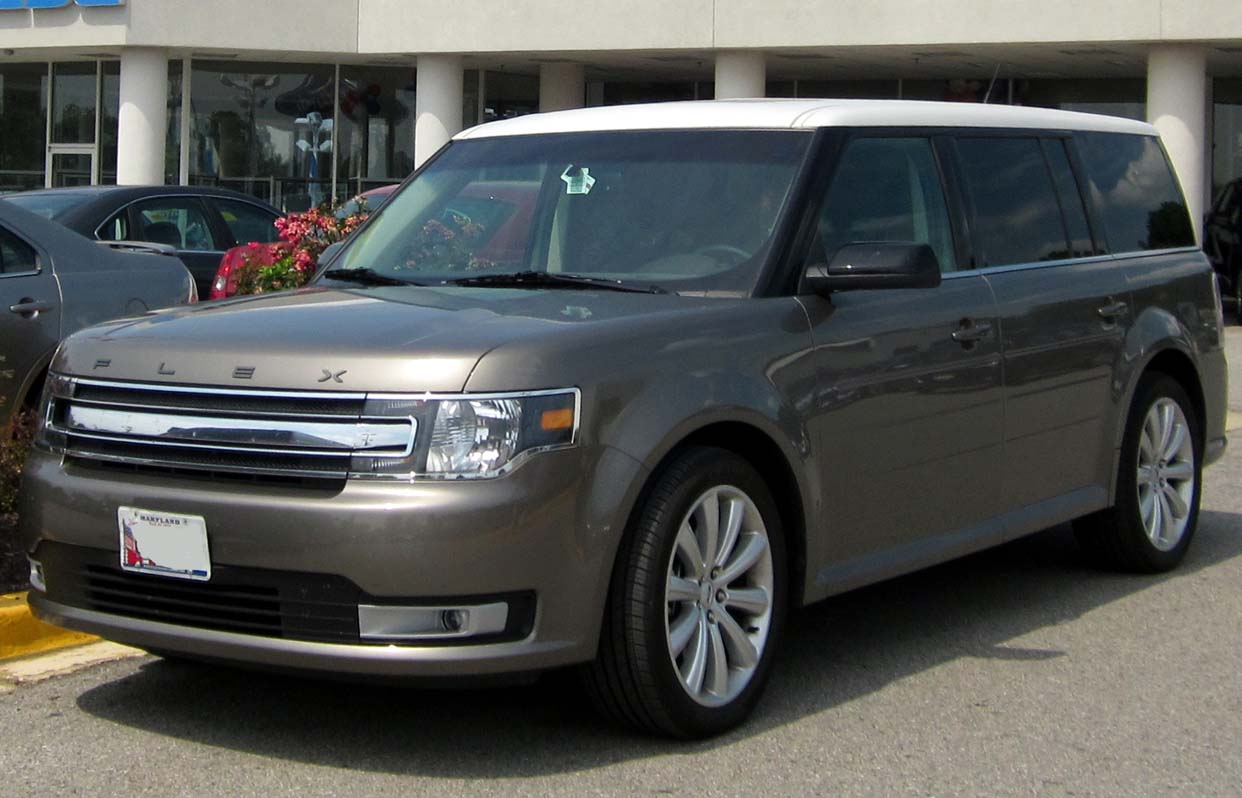
フォード・フレックス
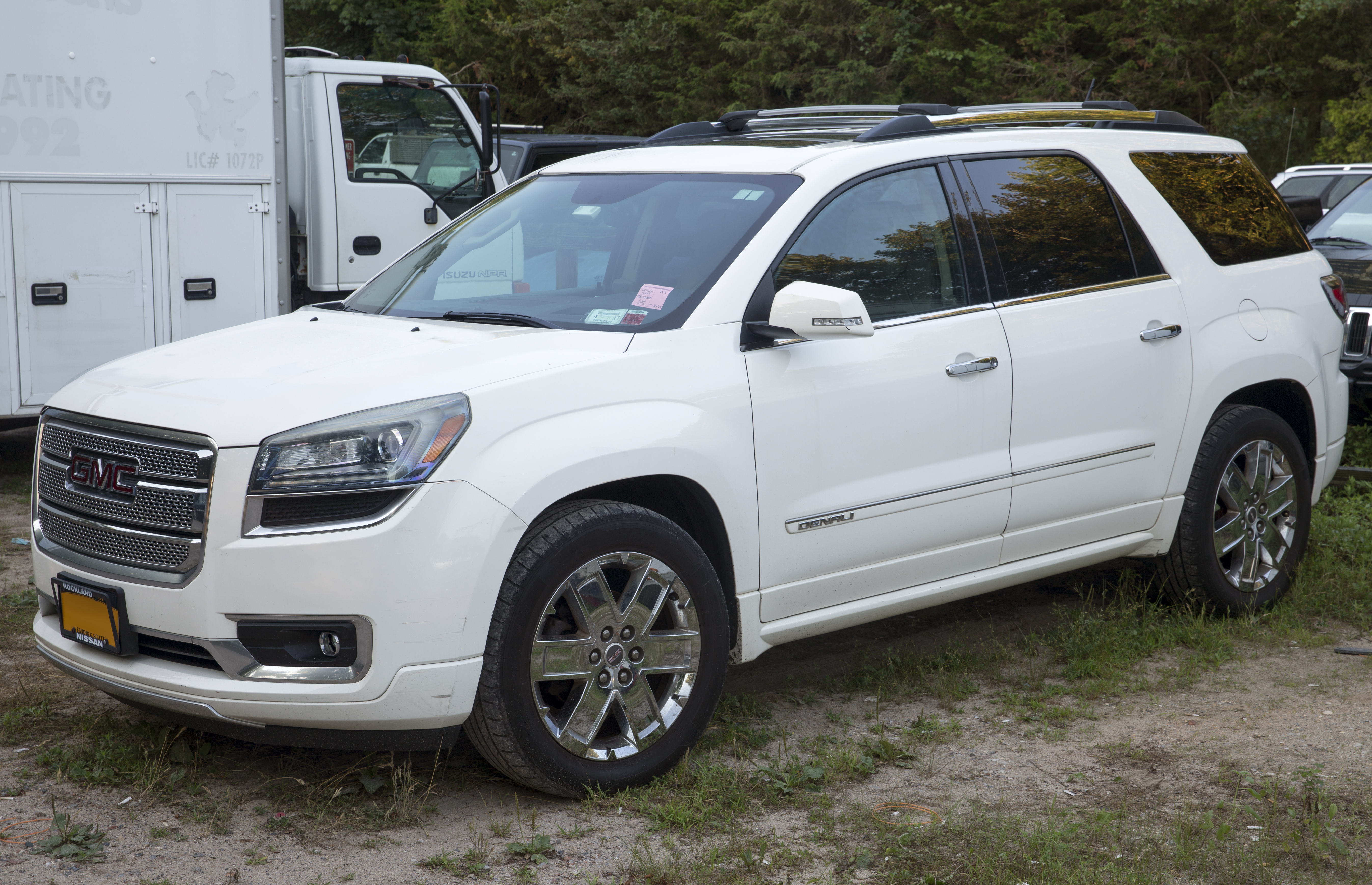
GMC・アカディア

## 歴史

### 誕生の経緯

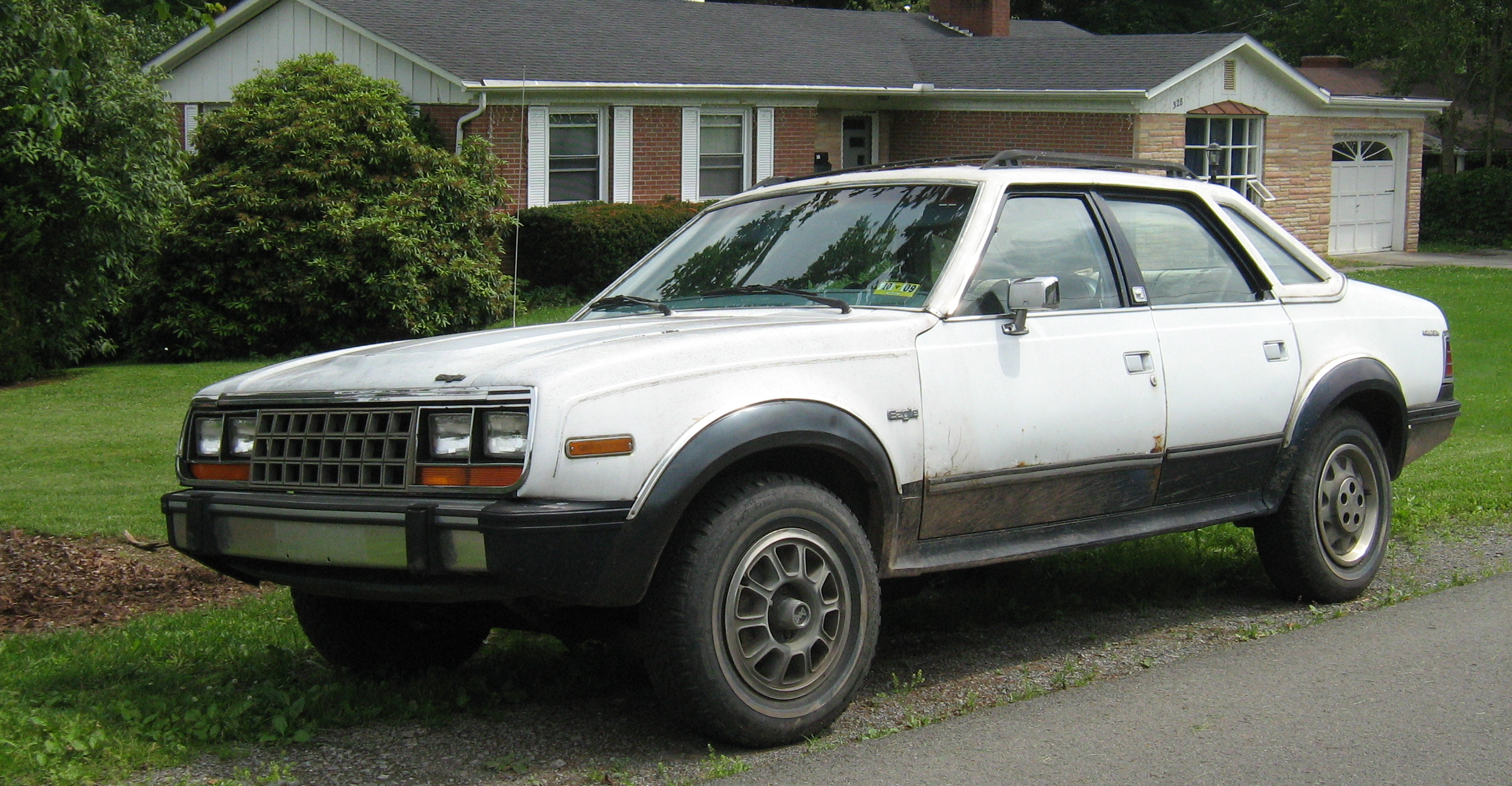
ノッチバックセダン型のAMC・イーグルセダン

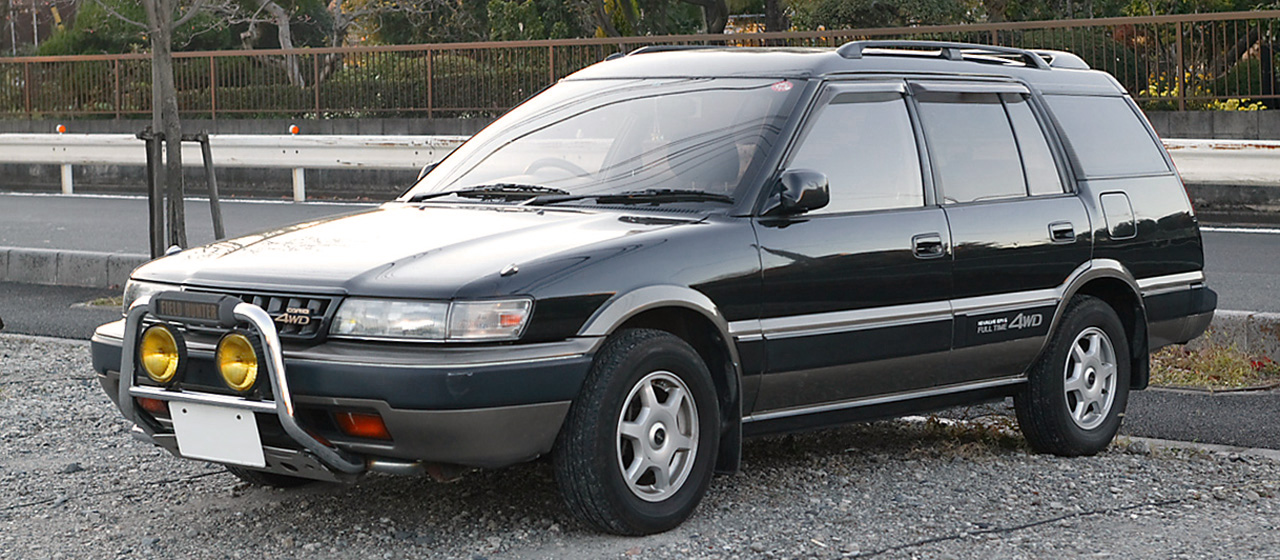
ステーションワゴン型のトヨタ・スプリンターカリブ

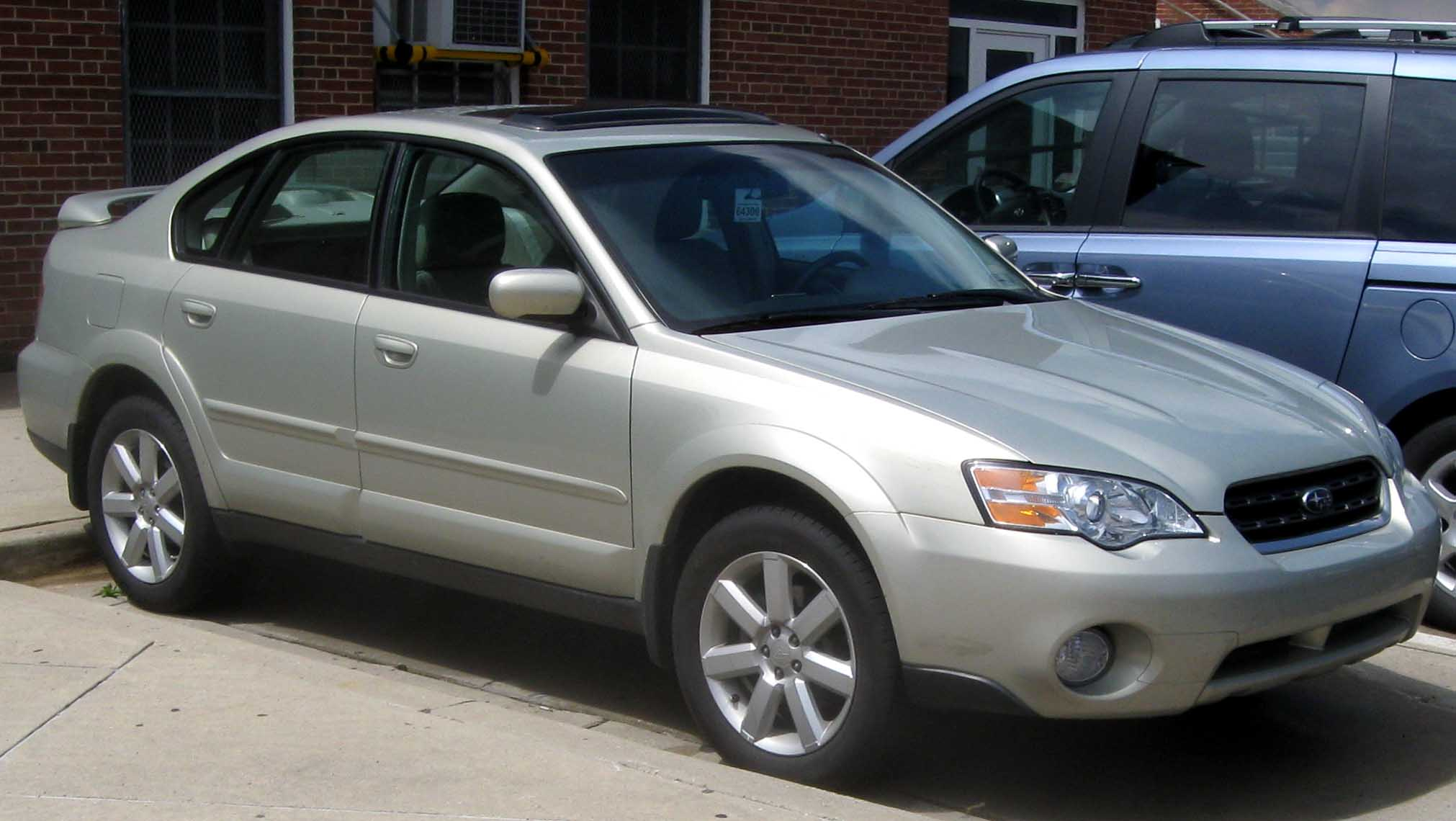
ノッチバックセダン型CUVのスバル・アウトバックセダン（北米市場専売車種）

異なる車種を掛け合わせる「クロスオーバー・ビークル (Crossover Vehicle) 」という考え方自体は米国で形作られた。1957年に登場したフォード・ランチェロと、1959年登場のシボレー・エルカミーノとGMC・キャバレロのGM姉妹車が、フルサイズセダンのボディをラダーフレームの上に乗せたクロスオーバーとして登場し、これが「ハイブリッド・ビークル」と呼ばれ、「クロスオーバー」という概念の先駆けとなっている。1960年代になるとライトトラックの耐久性とステーションワゴンの実用性を兼ねたシボレー・ブレイザーが登場した。また同時期の北米ではSUVという言葉も誕生している。
このように「クロスオーバー」と「SUV」の概念の発祥地となっている北米だが、北米最初のモノコック構造のSUVは1980年発売のAMC・イーグルである。イーグルはクーペ・セダン・コンバーチブルの車高を高くし四輪駆動にした、まさに現代のCUVを先取りした斬新なフォルムであった。
そして1984年にはAMC傘下のジープによるXJチェロキーが、ジープのスタイルをそのままにモノコック構造を用いて「トラックをリムジンにした」と評されるような乗り心地で大ヒットし、SUVをオフロード愛好家以外にも身近にした。同車は1985年に後輪駆動が追加され、ジープ史上初の四輪駆動以外のラインナップも記録した。
なお2010年代以降の米国では小型・二輪駆動のCUVは乗用車に含まれるカテゴリー名であり、税・保険区分上トラックに分類されるクロカン系SUVとは異なり、区別されている。
日本では、1972年にステーションワゴンの車高を上げ四輪駆動化させたスバル・レオーネ エステートバン4WDが始祖とされ、1982年にトヨタ・ターセルの車台に当時としては異例の全高1,500 mmのセミトールワゴンボディを載せ、四輪駆動化したトヨタ・スプリンターカリブ(米国名:ターセルワゴン)がよりSUVに近いスタイルを見せた。これらはラダーフレームのオフロード車をモノコック車に近づけた北米とは逆のパターンで、モノコック車をオフロード車に近づけたクロスオーバーである点が異なる。
その後日本は三菱・パジェロのヒットによりクロカンブームに突入した。オフロード走行に興味の無い層にも手が届くようになり、舗装路性能を求める声が出始めた。そこで1988年に『クロスカントリーセダン』を謳ってカジュアルさと街乗り性能を重視して開発された、「ライトクロカン」のスズキ・エスクードが登場。これに触発されたトヨタが1994年にクロカンのデザインと走破性を持ちながらカローラ/セリカ系の横置きエンジン・FF車のプラットフォームを利用したRAV4を開発
し、現在の定義(｢いかにもSUV｣といった外観的特徴を持つモノコック車)に合致する初の国産CUVとなった。
また1998年に北米で発売されたレクサス・RX（日本名トヨタ・ハリアー）は、クロカンを意識したCUVが溢れる中、セダンの車高を上げたようなスタイリングで現代の主流である、完全に街乗り向けCUVのジャンルを切り拓いたとされる。

### 現代における流行

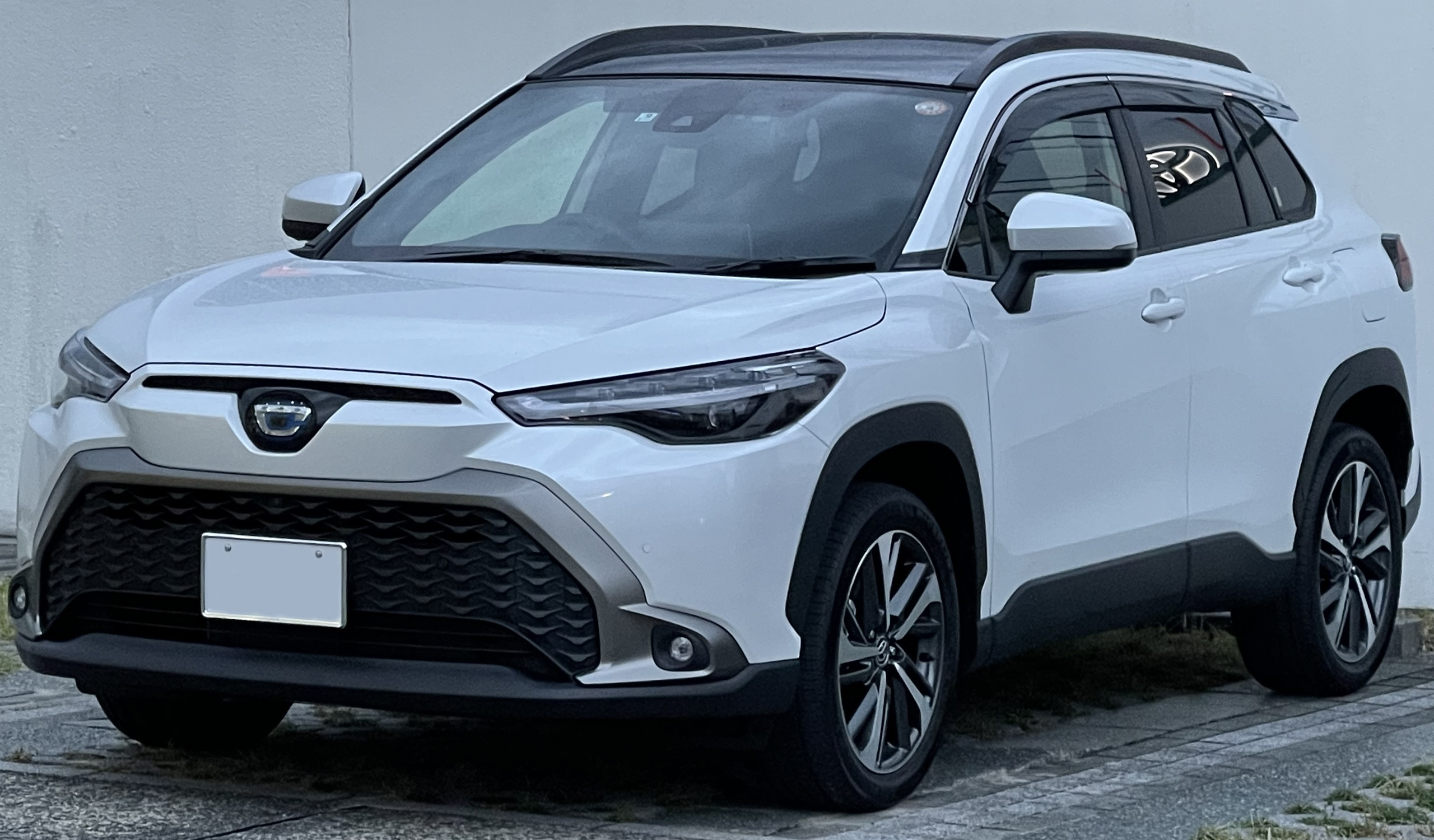
セダンの代名詞から派生したトヨタ・カローラクロス

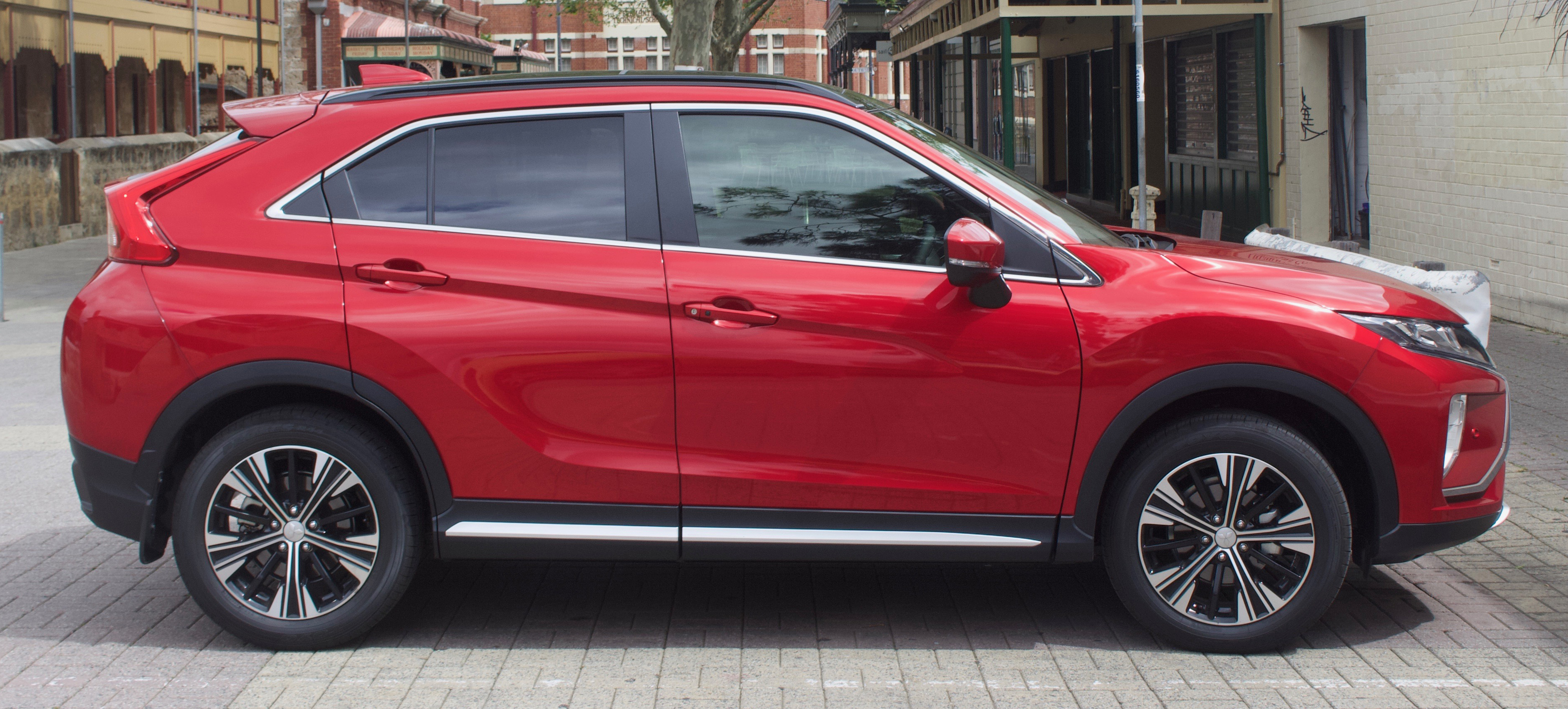
クーペSUVの三菱・エクリプスクロス

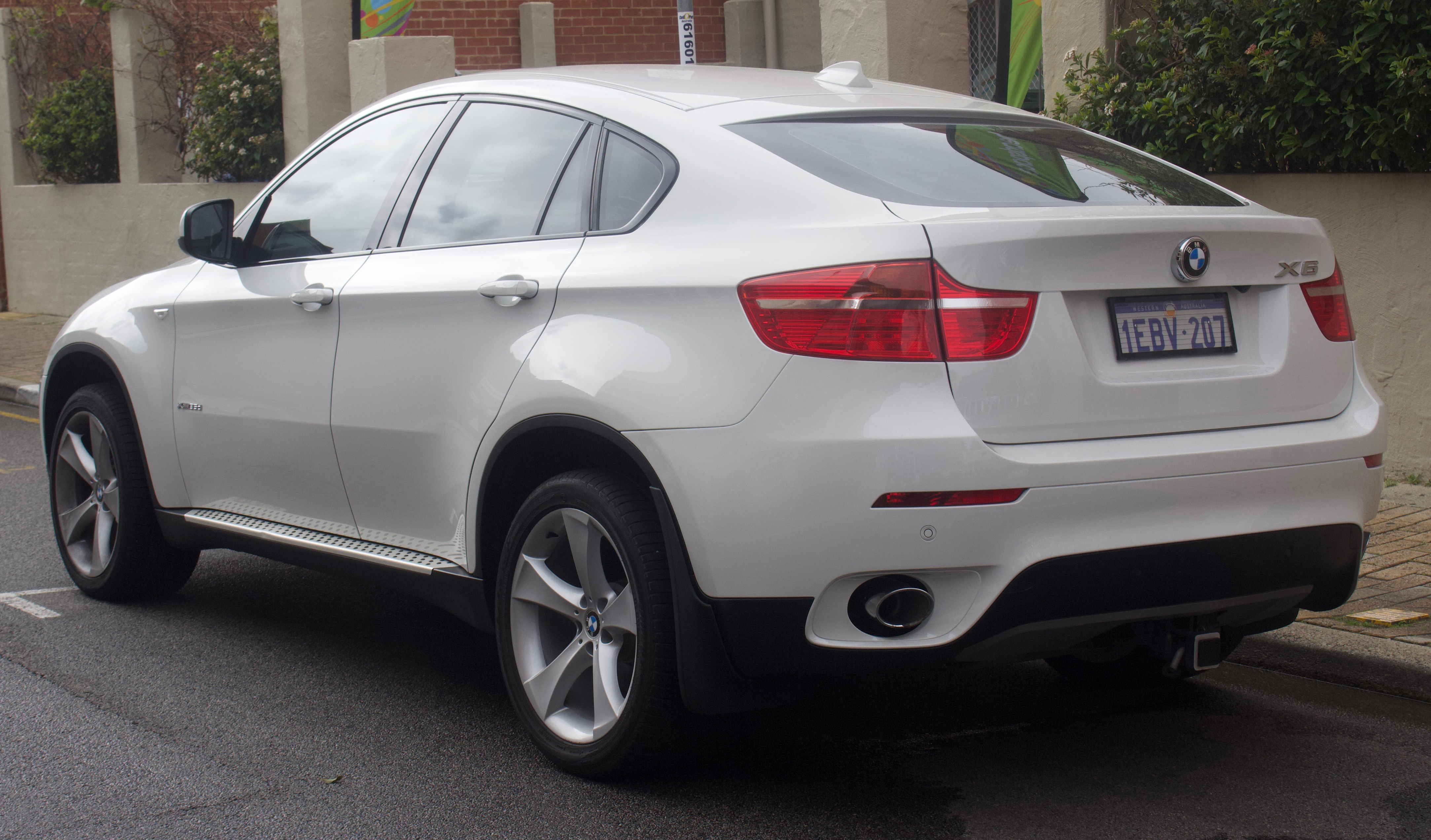
現代的なノッチバックスタイルを取り入れたBMW・X6

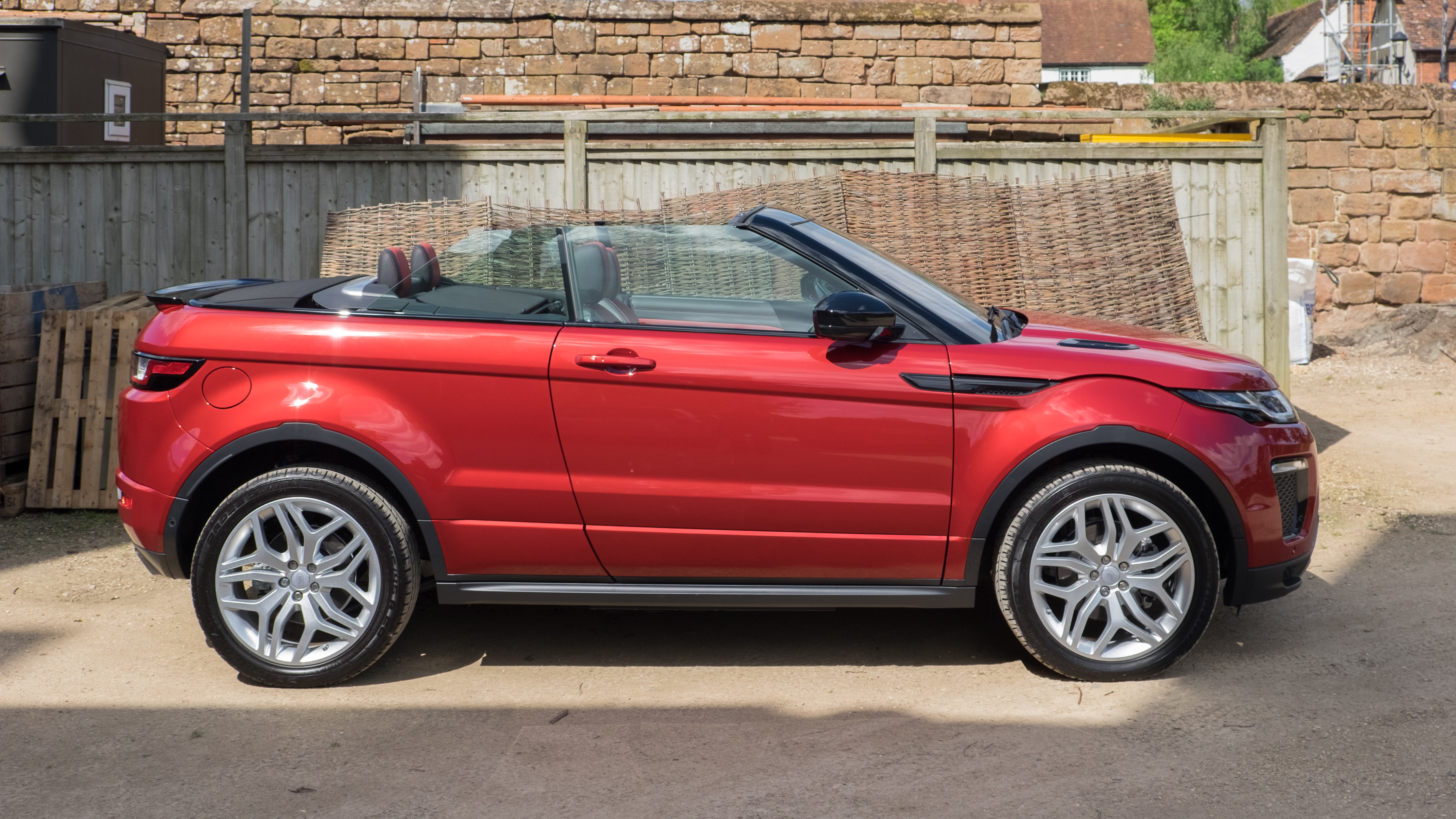
オープントップCUVのランドローバー・イヴォーク コンバーチブル

1995年にスバル・レガシィアウトバック、日産・パスファインダー（2代目）、1996年にトヨタ・RAV4、1997年にホンダ・CR-V、1998年にスバル・フォレスターなど、日本車メーカーが主に国内市場の流行に合わせて開発したモノコック構造のクロカンを、北米にも続々と投入した。こうしたムーブメントに米国自動車ジャーナリズム界も「クロスオーバーSUV」という呼称を用いることが増え、やがていちジャンルとして確立された。RAV4とCR-Vはその後もヒットを飛ばし続け、2017年には世界で最も売れたSUVの1位と2位を占めている。
1998年、ハリアーを日本市場で高級車として成功させたトヨタは、同車種をレクサスRXとして米国に投入した。RXは大きな反響を呼び、北米でもCUVは大衆車のみならず高級車カテゴリにもなりうることを示した。そしてこの頃から徐々にクロカンもCUV化が進んでいくようになった。
一方でCUV人気の成長と同時にSUVの安全性に対する批判が起こるようになり、さらに2003年末から起こったガソリン価格の高騰がSUVブームを失速させたとされている。しかしその内実は従来の燃費の悪いラダーフレーム構造のクロカン系SUVが失速していただけであり、オンロード重視のCUVはクロカン系SUVの市場を食って成長するありさまであった。2006年にはCUVがSUVの北米販売台数の過半数に到達。専門家の中には、燃費だけを求めた一時的な流行であるとする論調もあったが、結局その数字が元に戻ることはなかった。
一方元々トラックやクロカンSUVの需要が低く、環境意識が強い欧州におけるCUVは北米に比べると人気の伸び幅は小さかったものの、欧州車メーカーもCUVを開発していた影響もあって着実に売上台数を伸ばしていった。特にキャシュカイはアメリカ人の好みに合わせたRAV4やCR-Vとは異なり、ルノーとの提携も活かして欧州人好みにしたことで、日本車の中では欧州市場で最も成功した一台となった。2010年に日産はさらにコンパクトで廉価なジュークを投入、これを欧州でも北米でもヒットさせて現代のCUV人気を決定的にした。
2010年代以降はエンジンやハイブリッドの技術の進歩、経済の回復、アメリカのシェールオイルの普及などで価格・維持費の面でのマイナス要因が減ったため、さらにCUVの快進撃は加速。欧州では2016年にほとんどの国で売上の増加を示した上、コンパクトカー市場を上回ってSUVがベストセラーカテゴリとなった。2022年の北米市場におけるマツダの乗用車販売は、88.4％がSUVというレベルに達した。
またポルシェやランボルギーニといったスポーツカーのメーカーがCUVに参入したり、ランドローバー・イヴォークを奔りとした、ホンダ・ヴェゼルやトヨタ・C-HRなどに代表されるクーペのスタイルや走りを意識したクーペSUVと呼ばれるジャンルも登場していたり、三菱・エクリプスクロスやフォード・プーマのようにかつてクーペであった車名をCUVにしてリバイバルさせたりと、採算が取れず縮小・撤退するメーカーが相次ぐクーペやスポーツカー、セダン（サルーン）の各購入層の受け皿にもなってきており、趣味性・実用性において死角のないジャンルになりつつある。
さらに車離れが叫ばれているはずの若者にも人気は絶大で、アメリカでは若者に最も人気の車は日産・ジュークという調査結果がある他、日本でも2019年発売の5代目（日本では4代目が日本未発売だったため4代目）トヨタ・RAV4の購入者の、実に4割は20代の若者であったという。
老若男女や車両価格問わず、「出せば売れる」と言っても過言ではないこの有様に、世界中の自動車メーカーが各クラスに隙間なくCUVを揃えるのが一般的になりつつある。逆に、かつて「自動車の基本形」と呼ばれるほどデファクトスタンダードであったセダン（サルーン）は中国を除き世界市場のほとんどで縮小傾向で、日本市場におけるスズキ・三菱自工・ダイハツ、米国市場における米国FCA（クライスラー）や米国フォード（リンカーン含む）、欧州市場における伊国FCA（フィアット・ランチア）やグループPSA（プジョー・シトロエン・オペル等）、欧州フォードなど、局所的にセダンの生産・販売から順次撤退するメーカーも出てきており、セダンの代名詞的存在であったトヨタ・カローラやトヨタ・クラウン、トヨタ・センチュリーにもそれぞれCUVが登場したことから、「自動車の基本形（スタンダード）はセダンからSUVに代わったのではないか」という声もある。
一方で各メーカーが上から下まで隙間なくCUVを揃えてきているため、従来まで言われていた「セダンのようなヒエラルキー（序列）から降りられる」「個性を主張できる」というCUVの選択理由が薄れているという声も出始めている。